# 105-мм гаубиця М102
105-мм гаубиця M102 (англ. M102 105mm Lightweight Towed Howitzer) — американська 105-мм легка буксирувана гаубиця, яка призначена для артилерійської підтримки піхоти та повітряно-десантних військ. Розроблена Рок-Айлендським арсеналом на початку 1960-х для заміни M101A1. Основний користувач гаубиці — американські збройні сили, які активно використовували гармату під час бойових дій у В'єтнамі, Гренаді, Перській затоці та Іраку. На початку 2000-х американські сухопутні війська заміни M102 на іншу 105-мм гаубицю M119, однак військово-повітряні сили продовжують використовувати їх на літаках AC-130. Також гаубиця активно поставлялася на експорт.

## Загальний огляд
Гармата призначена для артилерійської підтримки повітряно-десантних операцій та бойових операцій легкої піхоти. Тому вона проектувалася як авіатранспортабельна, а габарити гармати дозволяють її перевозити за допомогою тактичної військово-транспортної авіації та вертольотів із середньою вантажопідйомністю. Лафет, який виготовлений із алюмінію методом зварювання, встановлено на противідкатний пристрій змінної величини.

## ТТХ
- Довжина — 17.1 футів
- Ширина — 6.4 футів
- Висота — 5.2 футів
- Маса — 3,004 фунтів
- Обслуговування — 8 бійців
- Дальність стрільби — 11,500 метрів (Стандартний боєприпас)
- Дальність стрільби — 15,100 метрів (Спеціальний боєприпас)
- Темп Стрільби — 10 вистрілів в хвилину
- Боєприпас — Стандартний Боєприпас NATO калібру 105-мм

Гаубиця — буксирна. Вона має ролик, який допомагає їй крутитись на 360 градусів навколо себе, що придає цій гаубиці мобільності.
Кути підвищення стволу — від -5 градусів до максимуму 75 градусів.
Гаубиця M102 встановлюється та налаштовується вручну, може діставлятись на Хамві, на гелікоптерах UH-60 Black Hawk, чи десантними військами на літаках C-130.

## На озброєнні
- Бразилія
- Йорданія
- Малайзія[1]
- Оман
- Сальвадор
- Сполучені Штати Америки
- Туніс
- Туреччина
- Уругвай
- Філіппіни
- Ліван[2]

### Перебувала на озброєнні
- Кхмерська Республіка
- Республіка В'єтнам

## Галерея

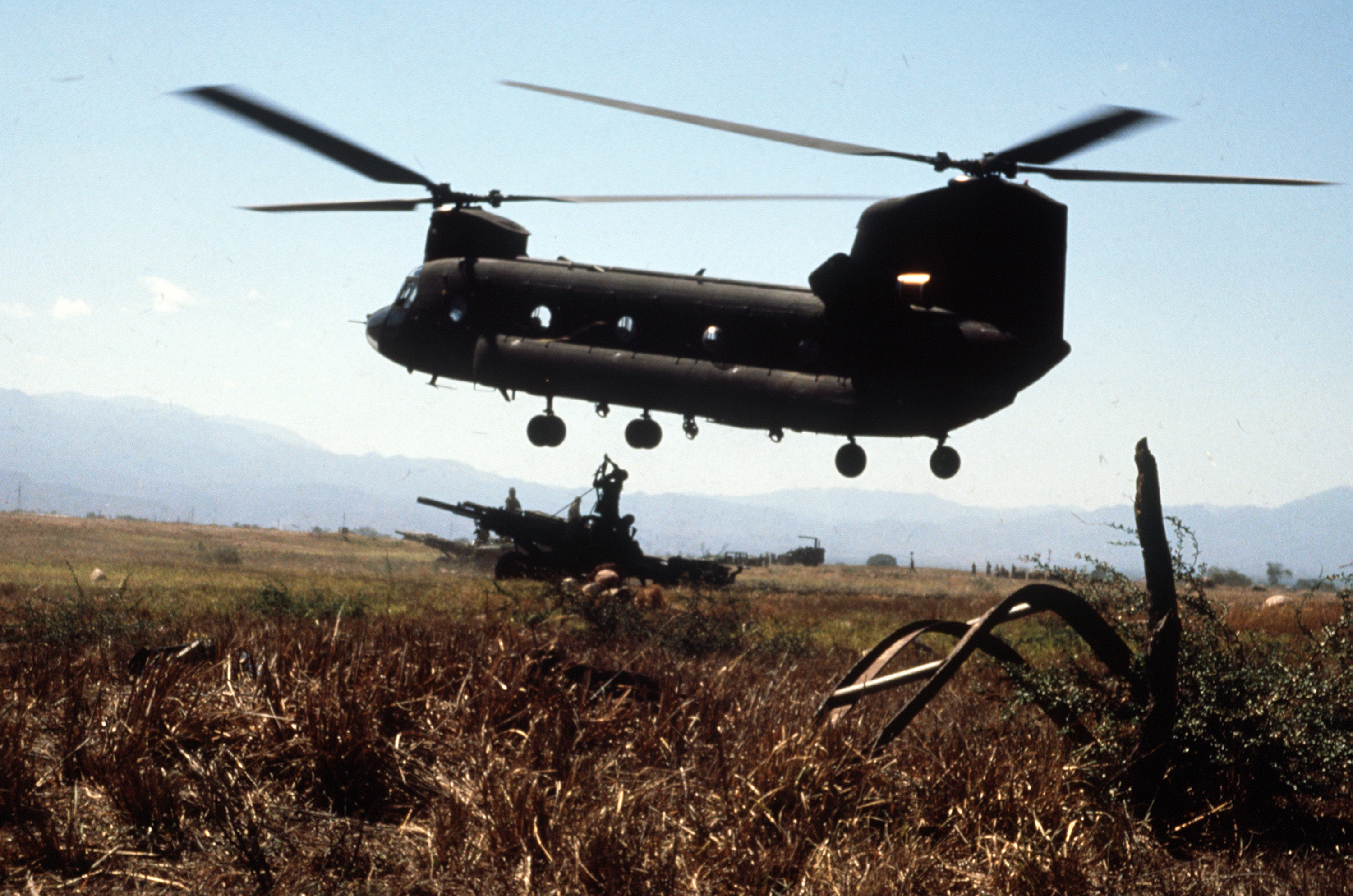
Перенесення за допомогою гелікоптера
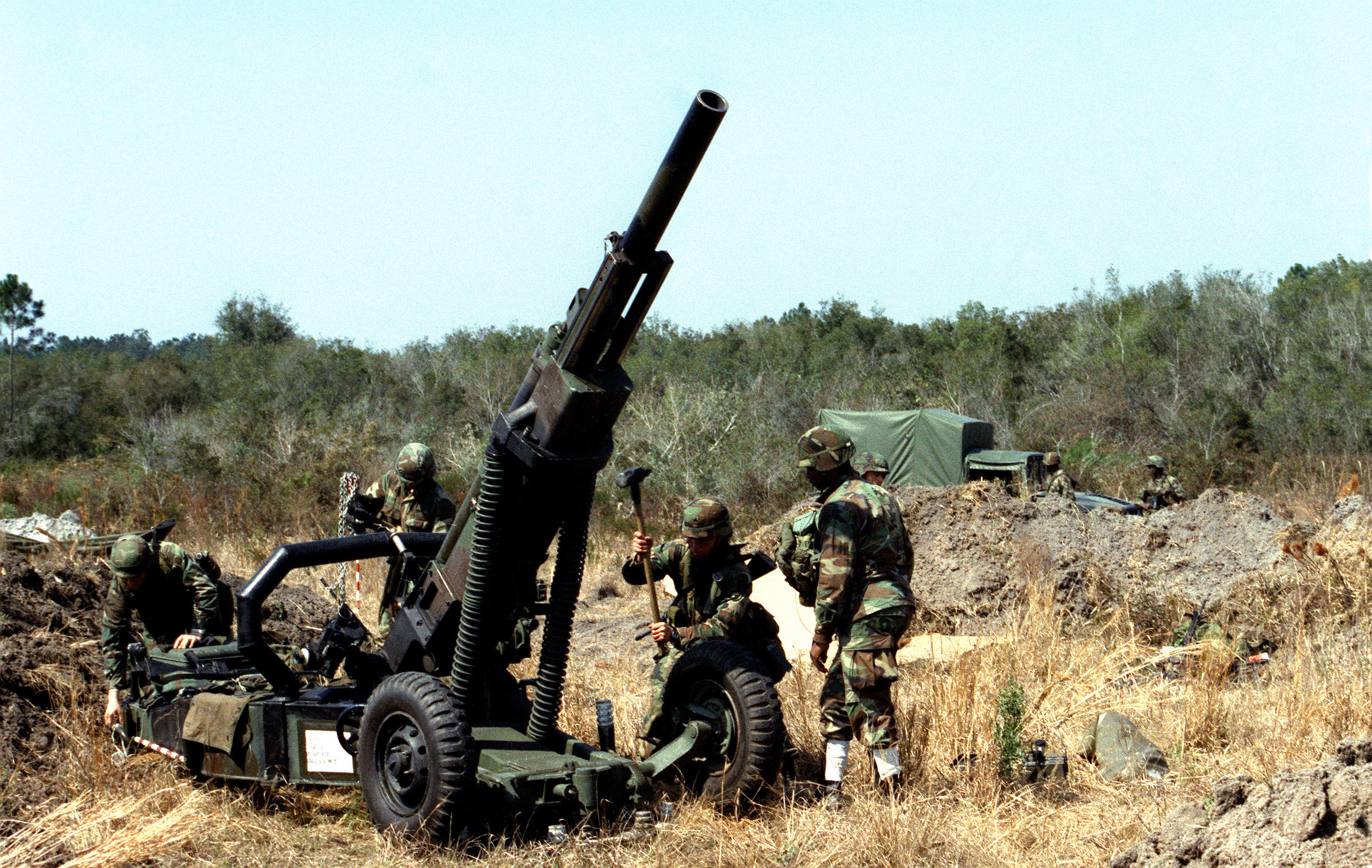
Під час навчання
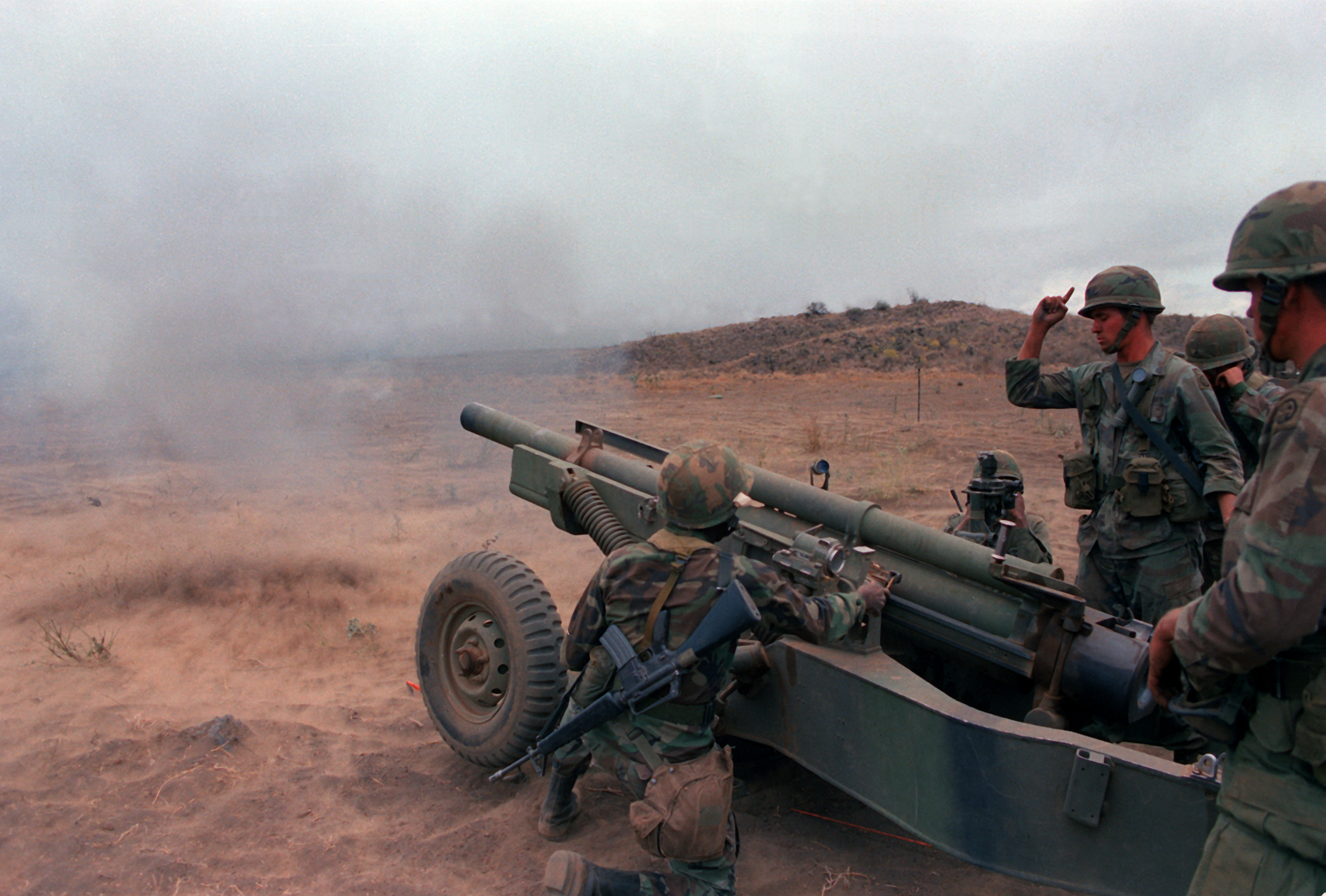
Постріл